# 中山秀征のJAPAN RHYTHM
『中山秀征のJAPAN RHYTHM』（なかやまひでゆきのジャパリズム）は、2010年4月から2013年3月までTOKYO FMをはじめとするJFNで放送されていた中山秀征のラジオ番組。内閣府の一社提供番組。この項目では以前中山がパーナリティを担当したTOKYO FMの番組も取り上げる。
基本の放送時間は、地域によって放送曜日および時間が異なる（後述）。

## 概要
前番組『中山秀征のBeautiful Japan』はJFN加盟全国38局全てでネットされていたが、2010年4月にいわゆる事業仕分けにより、これまでニッポン放送で制作されていた『栗村智のHappy!ニッポン!』と統合の上、『中山秀征のJAPAN RHYTHM』になった際にネット局が8局に減少したが(後述)、2012年4月より全国38局フルネット放送になった。
放送時間は地域によって異なるが、北海道・大阪・愛媛・鹿児島のJFN各局は日曜日に放送、その他のJFN各局は土曜日に放送していた。
2013年3月に終了。これにより、1999年4月から『中山秀征のオス・メス・キッス』として始まった中山秀征出演のシリーズは14年の歴史に幕を降ろした。政府広報番組はニッポン放送制作の『なるほど!ニッポン情報局』へ引き継がれた。
2010年4月から2012年3月までのネット局は、主に中央省庁の出先機関が置かれている地域に限られていた（熊本県のエフエム熊本は2012年3月まで非ネット））。
- エフエム東京（東京都） - 制作局
- エフエム青森（青森県） - 海上自衛隊大湊地方隊
- エフエムラジオ新潟（新潟県） - 北陸地方整備局、北陸信越運輸局、第九管区海上保安本部
- 長野エフエム放送（長野県） - 信越総合通信局
- エフエム石川（石川県） - 北陸総合通信局、北陸財務局、北陸農政局、金沢国税局
- エフエム愛媛（愛媛県） - 四国総合通信局
- エフエム長崎（長崎県） - 海上自衛隊佐世保地方隊
- エフエム沖縄（沖縄県） - 沖縄総合事務局、沖縄防衛局

## 前身番組
- 1999年4月にTOKYO FMで「中山秀征のオス・メス・キッス」としてスタート。タイトルの由来は同じ事務所の松本明子のデビュー曲から。放送時間はTOKYO FMでは毎週土曜日9:30で、「中山秀征のBeautiful Japan」まで続いた。
- 1999年7月には総理府がスポンサーに付き、「中山秀征の愛してJAPAN」にタイトルを変更した。当初はTOKYO FMと一部ネット局では生放送だったが、後に完全収録に変更されている。
- 2007年4月には「中山秀征のBeautiful Japan」にタイトル変更。